# Élection présidentielle colombienne de 1938

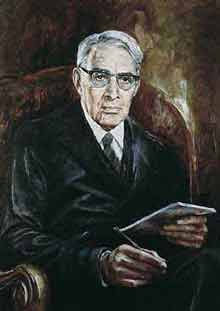
Eduardo Santos, seul candidat lors des élections présidentielles de 1938.

L'élection présidentielle colombienne de 1938 se déroule le 1er mai 1938 afin d'élire le président de la République de la Colombie pour la période 1938-1942. C'est la première élection présidentielle pour laquelle les électeurs n'ont pas besoin de conditions de revenu afin de voter, en conformité avec la réforme constitutionnelle de 1936 par le président Alfonso López Pumarejo.

## Candidats
Le Parti conservateur, qui ne croit pas en ses chances de victoire contre le Parti libéral au pouvoir, décide de ne pas présenter de candidats aux élections présidentielles pour la deuxième fois. Cela permet au candidat libéral Eduardo Santos de se retrouver sans adversaire.

## Résultats
| Candidat à la présidence | Parti ou mouvement | Votes   |
| ------------------------ | ------------------ | ------- |
| Eduardo Santos           | Libéral            | 511 947 |
| Autres votes             | Autres votes       | 1 573   |
| Total                    | Total              | 513 520 |